# ЮН Керенг 97
Ювер Нидер Керенг 97 (на люксембургски Uewer Nidder Käerjéng 97) е люксембургски футболен отбор от град Башараж, Люксембург. Основан е през 1997 г. от обединяването на „ЮС Башараж“ и „Жонес Ошараж“. Състезава в люксембургската Национална Дивизия, най-високото ниво на клубния футбол в Люксембург.

## Успехи
- Купа на Люксембург
  - Носител (1): 1970-71 (като „Жонес Ошараж“)